# Alberto Marvelli
Alberto Marvelli (Ferrara, 21 de marzo de 1918 - Rímini, 5 de octubre de 1946), fue un joven laico salesiano y político democratacristiano italiano. Declarado Beato por la Iglesia Católica (2004).

## Biografía
Fue miembro de la Acción Católica y de la Pía Unión de Cooperadores Salesianos, junto a los Siervos de Dios, Padres Luigi Sturzo y Primo Mazzolari, y un grupo de laicos, dirigidos por Alcide De Gasperi, fue uno de los fundadores de la Democracia Cristiana en Italia, por la cual fue candidato a diputado por Rímini.
Marvelli, aparte de su actividad política, se destacó por su amor a Cristo y la Eucaristía. 
Murió atropellado en una calle de la ciudad de Rímini, en 1946, a la edad de 28 años. Fue enterrado en el cementerio de su ciudad natal, en 1968 fue trasladado a la Iglesia de San Agostino, también en Rimini.
Fue beatificado en 2004 por el papa Juan Pablo II.